# Doom (Japanse band)
Doom (ドゥーム) was een Japanse thrashmetalband van Koh en Jouichi, leden van de voormalige band Zadkiel.

## Geschiedenis
De band, die in 1985 in Tokio werd opgericht, bestond aanvankelijk uit Takashi Fujita, Koh Morota en Jouichi Hirokawa. De groep bracht in 1986 hun eerste ep uit, Go Mad Yourself!, en het debuutalbum No More Pain volgde in 1987. Hoewel hun teksten heel veel steenkolenengels bevatten, werd de groep zeer populair en werden ze gecontracteerd door het Japanse label Invitation. De band bleef vele albums uitbrengen en trad in oktober 1988 zelfs op in de New Yorkse punkclub CBGB. Nadat medeoprichter Koh op 7 mei 1999 dood was aangetroffen, bracht Doom in november 1999 nog een laatste album uit, Where Your Life Lies!?, alvorens in augustus 2000 officieel uit elkaar te gaan.

## Bandleden

### Laatste bekende samenstelling
- Takashi Fujita (zang, gitaar)
- Masami Chiba (basgitaar)
- Shigeru "Pazz" Kobayasho (drums) (zie ook: Gastunk)

### Ex-leden
- Jouichi Hirokawa  (drums)
- Koh "Pirarucu" Morota (basgitaar)

## Discografie

### Singles/ep's
- 1986 - Go Mad Yourself! (ep)
- 1987 - Why!?/Last Stand to Hell (single)
- 1995 - Freakout (single)

### Studioalbums
- 1987 - No More Pain
- 1988 - Killing Field
- 1988 - Complicated Mind
- 1989 - Incompetent
- 1991 - Human Noise
- 1992 - Illegal Soul
- 1999 - Where Your Life Lies!?

### Compilaties
- 1987 - Skull Thrash Zone Vol.I
- 1992 - Dance 2 Noise 003
- 1993 - Dance 2 Noise 006